# 柴田柚菜
柴田柚菜（日语：／ Shibata Yuna */?，2003年3月3日—）是日本偶像藝人，為女子偶像團體乃木坂46成員，千葉縣出身。2018年以乃木坂46四期生身分出道。

## 經歷
2003年3月3日，柴田出生於千葉縣。
2018年以前，為經紀公司FLaMme旗下的藝人。
2018年8月19日，柴田通過「坂道合同新規成員徵選」。11月30日，乃木坂46官網上公布其個人簡歷。12月3日，於日本武道館舉辦的「4期生見面會」首次公開亮相，並在表演曲《制服模特兒》中擔任center。
2019年3月15日，與同為四期生的遠藤櫻、金川纱耶首次登上雜誌《LARME 039 May》。5月7日，乃木坂46四期生部落格開設，以每日1名成員的方式輪流撰寫，柴田於5月12日開始，每隔12天撰寫一篇部落格。
2020年4月10日，與同期生賀喜遙香、清宫玲一起主演網絡劇《遇見猴子》。4月27日，柴田的個人部落格於乃木坂46官方網站正式開通。
2021年3月，從高中畢業 。10月1日，接任成員北川悠理，成為廣播節目《週五碎碎念》的新助理MC。
2022年2月21日，柴田於乃木坂46第29張單曲《Actually…》中首次獲選為選拔成員
，4月，柴田與A.B.C-Z的成員橋本良亮共同主持廣播節目《花Radio千葉》（花ラジちば）。4月5日，首個冠名廣播節目《乃木坂46柴田柚菜的Dreaming time》於bayfm開始播出。
2023年1月6日，與伊藤理理杏、矢久保美緒、池田瑛紗、中西阿爾諾在乃木神社一起舉行成人式。7月29日，主演紀念睽違四年舉辦的《隅田川花火大會2023》（東京電視台）的迷你劇《仰望天空》（上を向いて）。
2024年4月，與內博貴一起出演舞台劇《如果這叫愛情感覺會很噁心》，也是柴田首次擔任舞台劇的主演。
2025年3月26日發行的乃木坂46第38張單曲《臍橙》的Under曲《交感神經優勢》中首次擔任Center。

## 人物
- 柴田有一位弟弟、妹妹，還有一隻寵物狗[11]。
- 興趣是跳啦啦隊、烹任、看棒球賽。
- 特技是跳艺术体操[30]。
- 喜歡的食物是桃子、烤肉、蛋包飯、毛豆及番茄等[11]。
- 喜歡的動物是虎鯨、狗[11]。
- 柴田是日本職棒千葉羅德海洋隊的粉絲[31]。
- 與同期的賀喜遙香及清宮玲關係要好[2]。
- 憧憬的成員是與田祐希[32]。
- 於2024年取得普通汽車駕駛執照[33]。

## 音樂作品

### 乃木坂46
- 標註「★」符號表示該首歌曲有拍攝MV

#### 單曲
|      | 發行日期       | 單曲名稱              | 參與單曲名稱        | MV | 備註         |
| ---- | -------------- | --------------------- | ------------------- | -- | ------------ |
| 23rd | 2019年5月29日  | Sing Out!             | 第四道光芒          | ★  | 出道曲       |
| 24th | 2019年9月4日   | 黎明來臨前無須逞強    | 給圖書館裡的你      | ★  |              |
| 25th | 2020年3月25日  | 幸福的保護色          | I see...            | ★  |              |
| 26th | 2021年1月27日  | 我會喜歡上自己的      | Out of the blue     | ★  |              |
| 27th | 2021年6月9日   | 對不起Fingers crossed | 燙口的洋甘菊茶      |    |              |
| 28th | 2021年9月22日  | 被你罵了              | 機關槍雨            | ★  |              |
| 28th | 2021年9月22日  | 被你罵了              | 熟悉的陌生人        |    |              |
| 29th | 2022年2月23日  | Actually…             | Actually…           | ★  | 選拔         |
| 29th | 2022年2月23日  | Actually…             | 過度解讀            |    |              |
| 29th | 2022年2月23日  | Actually…             | 嘗試喜歡上了        |    |              |
| 30th | 2022年8月31日  | 喜歡是件搖滾的事！    | 喜歡是件搖滾的事！  | ★  | 選拔         |
| 30th | 2022年8月31日  | 喜歡是件搖滾的事！    | Jumping Joker Flash | ★  |              |
| 31st | 2022年12月7日  | 不存在於此的事物      | 不存在於此的事物    | ★  | 選拔         |
| 32nd | 2023年3月29日  | 人們終將再度追夢      | 人們終將再度追夢    | ★  | 選拔         |
| 32nd | 2023年3月29日  | 人們終將再度追夢      | 我們的道別          | ★  |              |
| 32nd | 2023年3月29日  | 人們終將再度追夢      | Never say never     |    | 乃木坂野球部 |
| 33rd | 2023年8月23日  | 獨自一人的天堂        | 獨自一人的天堂      | ★  | 選拔         |
| 33rd | 2023年8月23日  | 獨自一人的天堂        | 某人的肩膀          |    |              |
| 33rd | 2023年8月23日  | 獨自一人的天堂        | 命的褻瀆            |    |              |
| 34th | 2023年12月6日  | Monopoly              | Monopoly            | ★  | 選拔         |
| 35th | 2024年4月10日  | 機會平等              | 車道側              | ★  |              |
| 36th | 2024年8月21日  | 放縱日                | 遺落之物            | ★  |              |
| 37th | 2024年12月11日 | 步道橋                | 直到那時的猶豫      | ★  |              |
| 38th | 2025年3月26日  | 臍橙                  | 交感神經優勢        | ★  | Center       |
| 38th | 2025年3月26日  | 臍橙                  | 懷念之情的前方      | ★  |              |
| 39th | 2025年7月30日  | Same numbers          | 不道德的夏天        | ★  |              |

#### 其他
| 發行日期                                | 單曲名稱       | 參與單曲名稱 | MV | 備註         |
| --------------------------------------- | -------------- | ------------ | -- | ------------ |
| 2020年6月17日(日本) 2020年6月24日(海外) | 世界中的鄰居啊 | ___          | ★  | 下載限定歌曲 |

#### 專輯
|        | 發行日期       | 單曲名稱         | 參與單曲名稱    | 備註   |
| ------ | -------------- | ---------------- | --------------- | ------ |
| 4th    | 2019年4月17日  | 直到此刻化成回憶 | 吻的手裏劍      |        |
| 精選輯 | 2021年12月15日 | Time flies       | 最後的Tight Hug | 主打曲 |

## 演出

### 電視節目
- THE突破File（2021年9月16日，日本電視台）[注 1][34][35]
- 午間資訊 Hot（2021年11月1日，NHK）- 嘉賓[注 2]

### 廣播節目
- 週五碎碎念（日语：金つぶ）（2021年10月1日－2022年3月25日，bayfm）- 助理MC[38]
- 乃木坂46柴田柚菜的Dreaming time（2022年4月5日－，NHK千叶放送局）- MC[23][39]
- 花Radio千葉（2022年4月－，NHK千叶放送局）- MC[22]

### 網絡劇
- 遇見猴子（2020年4月10日－18日，Lemion）：飾演 明石さつき[40][41]
- 仰望天空（2023年7月29日，東京電視台）- 主演[42][43][44][注 3]

### 舞台劇
- 如果這叫愛情感覺會很噁心（2024年4月26日－5月5日，東京：HULIC HALL TOKYO／5月10日－12日，大阪：COOL JAPAN PARK OSAKATT大廳）：飾演 有馬一花（主演）[45][46][注 4]

## 外部連結
- 乃木坂46官方個人介紹頁 （页面存档备份，存于）（日語）
- 柴田柚菜 官方部落格（页面存档备份，存于）（日語）
- 柴田 柚菜（乃木坂46）的SHOWROOM專頁（日語）